# Мьяуатлан-де-Порфирио-Диас
Мьяуатлан-де-Порфирио-Диас (исп. Miahuatlán de Porfirio Díaz) — муниципалитет в Мексике, входит в штат Оахака. Население — 32 185 человек (на 2005 год). Название происходит от науатльского Miahuatlán: Miahua (колос кукурузы) и tlan (место или район). В период ацтеков город был известен как Миахуапан Мьяуатлан: «Канал кукурузной кисточки».
Мьяуатлан является частью округа Мьяуатлан на юге региона Сьерра-Сур. По состоянию на 2005 год в муниципалитете насчитывалось 6 708 домохозяйств с общей численностью населения 32 185 человек, из которых 2 517 говорили на языке коренных народов. В городе 16 детских садов, 12 начальных школ, средняя техническая школа, общеобразовательная средняя школа и региональный университет «Universidad de la Sierra Sur». Также есть радиостанция, телевизионная станция, телефонная служба, телеграф и почта.
Бой при Мьяуатлане произошёл недалеко от города 3 октября 1866 года. В этом сражении мексиканские республиканские войска нанесли поражение более крупным силам войск Второй Мексиканской империи. Событие отмечается в качестве ежегодного праздника.
В марте 1886 года в районе Миауатлана выпало 183 сантиметра (72 дюйма) снега.